# 李九龙
李九龙（1929年3月—2003年11月19日），河北省丰润县人，原成都军区司令员、全国人大内务司法委员会副主任委员。

## 生平
李九龍在1945年参加八路军，同年加入中国共产党。先后在中共著名将领黄永胜的东野8纵和丁盛的45军135师手下作战，在与白崇禧的“钢七军”作战中，李立有大功，曾接受苏联作家专访。后随丁盛任军长的54军赴朝鲜作战。1955年被授予少校軍銜。1961年晋升中校軍銜。林彪事件后，李的职业前程也受到影响，但在79年对越作战后，李的前程开始充满希望，晋升迅速，1985年6月任济南军区司令员。1988年被授予中将军衔，1990年4月任总后勤部副部长。1991年11月替代张太恒任成都军区司令员。1994年6月晋升上将军衔，12月被免去成都軍區司令員職務。